# Yukimi Nagano
Yukimi Nagano, född 1982 i Göteborg, är en svensk sångerska. Hon är sångerska i det elektroniska bandet Little Dragon. Nagano har medverkat på Koops album Waltz for Koop (2001) och Koop Islands (2006). Låten "Summer Sun" blev en hit 2001. Hon har medverkat på Gorillaz album Plastic Beach i låtarna "Empire Ants" och "To Binge", i SBTRKT:s "Wildfire", Kaytranadas "Bullets", Mac Millers "The Festival", Little Simz "Pressure" och Flumes "Take a Chance".
Little Dragon har de gett ut sex album. Deras självbetitlade debutalbum släpptes 2007 och deras senaste album "New Me, Same Us" kom ut 2020.
Nagano framförde låten "Another Lover" från deras senaste album på COLORS.

## Medverkan iPå Spåret
Yukimi Nagano medverkade och sjöng i det första avsnittet av På Spåret 2018 i SVT. Hon återvände tillsammans med sin grupp Little Dragon som husband de tre första avsnitten 2020.